# U–1229
Az U–1229 tengeralattjárót a német haditengerészet rendelte a hamburgi Deutsche Werft AG-től 1941. október 14-én. A hajót 1944. január 13-án vették hadrendbe. Egy járőrutat tett, amelyen egyetlen hajót sem süllyesztett el.

## Pályafutása
Az U–1229 első és egyetlen harci küldetésére Armin Zinke kapitány irányításával 1944. július 26-án futott ki Trondheimből. Az Atlanti-óceán északi részén kelt át, hogy megközelítse az Amerikai Egyesült Államok partjait. A feladata az volt, hogy Maine államban partra tegyen egy kémet, Oskar Mantelt. 1944. augusztus 20-án, még az odavezető úton, Új-Fundlandtól délkeletre három amerikai TBF Avenger és két F4F Wildcat érkezett fölé a USS Bogue hordozóról, és mélységi bombákkal, rakétákkal megsemmisítette. Tizennyolc német tengerész meghalt, 41 túlélte a támadást, utóbbiak között volt Oskar Mantel is.

## Kapitány
| Név         | Kezdőnap         | Zárónap             |
| ----------- | ---------------- | ------------------- |
| Armin Zinke | 1944. január 13. | 1944. augusztus 20. |

## Őrjárat
| Indulás   | Indulónap        | Érkezés | Zárónap             |
| --------- | ---------------- | ------- | ------------------- |
| Trondheim | 1944. július 26. | *       | 1944. augusztus 20. |

* A tengeralattjáró nem érte el úti célját, elsüllyesztették